# 1912년 하계 올림픽 독일 선수단
독일은 1912년 5월 5일부터 7월 27일까지 스웨덴 스톡홀름에서 열린 제5회 하계 올림픽에 참가했다.

## 사이클

### 도로 경기
| 선수 | 세부 종목 | 기록 | 순위 |

### 트랙 및 도로 경기
| 선수 | 세부 종목 | 예선 | 예선 | 준결선 | 준결선 | 결선 | 결선 |
| 선수 | 세부 종목 | 기록 | 순위 | 기록   | 순위   | 기록 | 순위 |

## 펜싱
| 선수          | 세부 종목 | 예선 라운드 | 예선 라운드 | 준준결선 | 준준결선 | 준결선    | 준결선    | 결선      | 결선      |
| 선수          | 세부 종목 | 승패        | 순위        | 승패     | 순위     | 승패      | 순위      | 승패      | 순위      |
| 알베르트 보겐 | 사브르    | 2 wins      | 2 Q         | DNS      | DNS      | 진출 실패 | 진출 실패 | 진출 실패 | 진출 실패 |

## 승마
마장마술
| 선수 | 세부 종목 | 벌점 | 순위 |